# José (cràter)
José és un petit cràter d'impacte situat a la cara visible de la Lluna, al sector nord-est de l'interior del cràter Alphonsus. Al costat del cràter es troben altres quatre formacions similars: Ravi (al nord-oest), Monira (al nord-nord-oest), Chang-Ngo (a l'oest), i Soraya (al sud).
Té una forma de bol, amb un contorn pràcticament circular. El seu perfil no té signes visibles d'erosió.

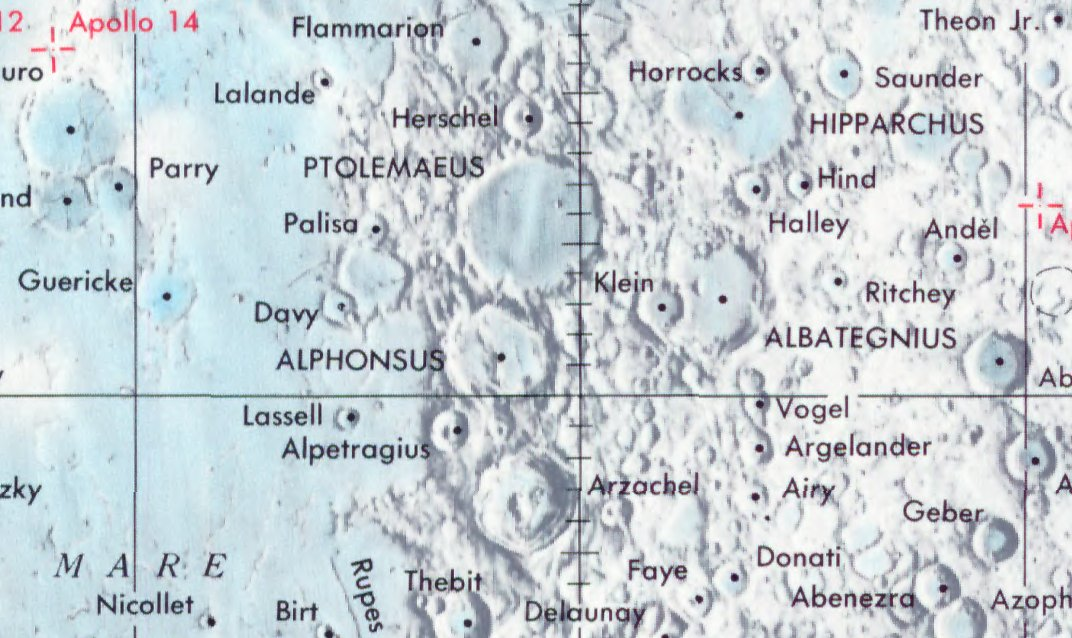
Localització d'Alphonsus (centre de la imatge)
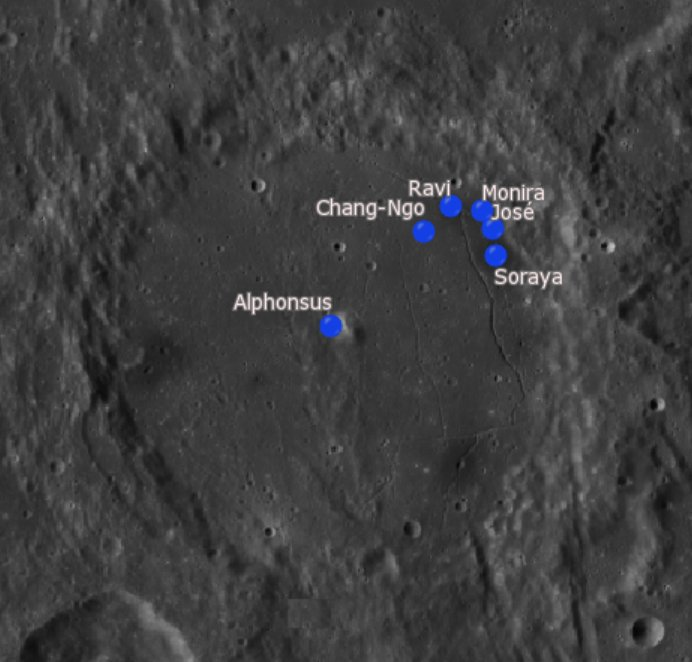
Cràters interiors d'Alphonsus
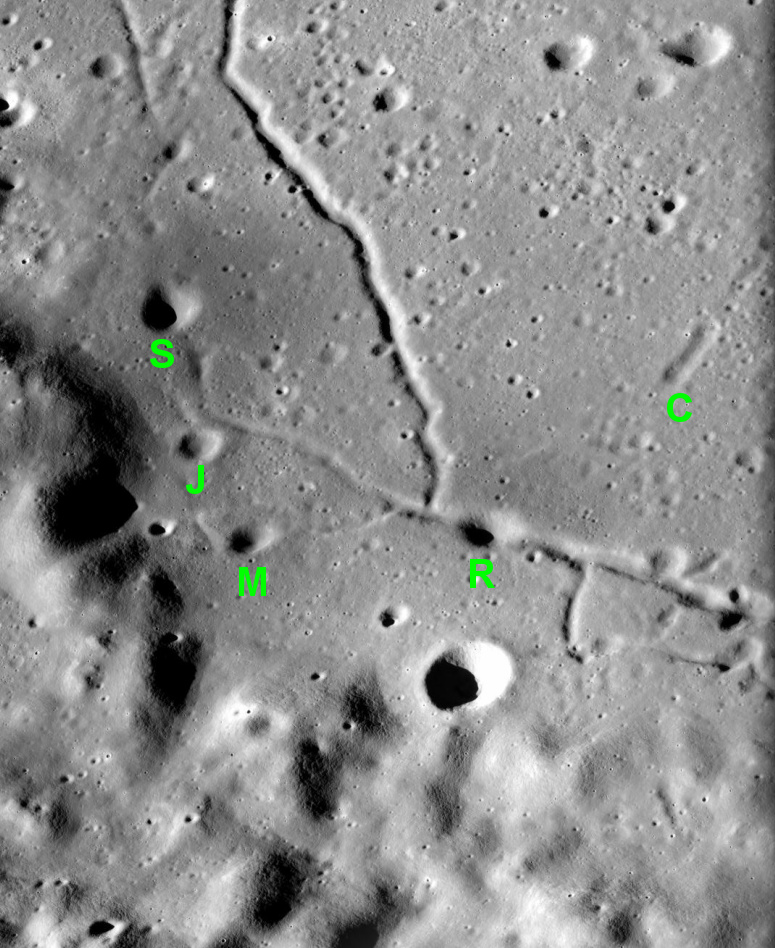
Vista obliqua des del Apollo 16, mirant cap al sud (C = Chang-Ngo, R = Ravi, M = Monira, J = José, S = Soraya).

Cinc dels cràters interiors de Alphonsus posseeixen noms oficials, que procedeixen d'anotacions originals no oficials utilitzades en el full 77D3 / S1 de la sèrie de mapes Lunar Topophotomap de la NASA. La designació va ser adoptada per la UAI el 1976